# Hans Hedtofts bisættelse (dokumentarfilm)
|  | Denne artikel er oprettet af botten Steenthbot ud fra en ekstern database. Den kan derfor have sproglige fejl eller mangler. Denne skabelon kan fjernes efter kontrol af indholdet. |

Hans Hedtofts bisættelse er en dansk dokumentarfilm fra 1955 instrueret af Ingolf Boisen.

## Handling
Modtagelsen af Hedtofts båre 30. januar 1955, bisættelseshøjtideligheden i Kbh. 6. februar 1955, kørsel fra Rådhushallen til Bispebjerg. Udsnit af taler ved: stats- og udenrigsminister H.C. Hansen, statsministrene Tage Erlander, Einar Gerhardsen og V. Kekkonen samt altingspræs. Sigurdur, sekr. Julius Braunthal og Bjarne Hedtoft.